# Memoirs of an Imperfect Angel
Albums de Mariah Carey
E=mc2
(2008) Playlist : The Very Best Of Mariah Carey
(2010)
Singles
1. Obsessed
Sortie : 16 juin 2009
2. I Want to Know What Love Is
Sortie : 28 aout 2009
3. H.A.T.E.U.
Sortie : 2 novembre 2009
4. Up Out My Face (Remix feat. Nicki Minaj)
Sortie : 16 janvier 2010
5. Angels Cry (Remix feat. Ne-Yo)
Sortie : 23 février 2010

Memoirs of an Imperfect Angel est le 12e album studio de Mariah Carey. Il est sorti le 25 septembre 2009. Mariah a confirmé le titre de son album via sa page Twitter en exclusivité pour ses fans, le 20 mai 2009.
Les ventes total de l'album sont estimés a plus de 2 millions  d’exemplaires à travers le monde.

## Production
Mariah Carey a annoncé sur son Twitter que l'album était composé majoritairement de ballades, elle annonça également avoir "essayé de faire quelque chose pour tous ceux qui aiment l'album Butterfly".

Carey a travaillé principalement avec les producteurs Tricky Stewart et The-Dream. Des collaborations avec Timbaland et Jermaine Dupri étaient prévues, mais les titres ne sont finalement pas apparus sur l'album.

## Performance commerciale
Alors que le premier single Obsessed sort dès juin, l'album initialement prévu pour le 29 août se voit repoussé et sort finalement le 25 septembre aux États-Unis. Malgré le succès d'Obsessed téléchargé plus d'1 million de fois et devient platinium, l'album se classe #3 aux États-Unis avec 165 000 exemplaires lors de sa première semaine, ce qui est bien loin d'E=MC² qui s'était classé directement #1 avec 463 000 exemplaires vendus.

Dans le reste du monde l'album réussit à atteindre le Top 10 en France, au Japon, au Canada et en Australie, tandis qu'il reste pendant deux semaines à la première place au Brésil.

Aux États-Unis l'album est certifié Gold par le RIAA en janvier 2010 avec plus de 520 000 exemplaires envoyés en magasins, pour environ 1,5 million de copies dans le monde. Des résultats bien loin de son album Music Box vendu à 30 millions d'exemplaires ou même de The Emancipation of Mimi, vendu à 10 millions d'exemplaires qui annonçait le grand retour de Mariah Carey, ce qui fait de Memoirs of an Imperfect Angel un relatif échec commercial.
Cependant le single I Want to Know What Love Is devient un véritable hit au Brésil et détient le record du single classé le plus longtemps à la première place, puisqu'il fut numéro un durant 17 semaines consécutives.

## Albums de remixes le premier annulé
Deux albums de remixes étaient prévus, le premier intitulé Angels Advocate devait contenir principalement des featurings, c'est-à-dire les mêmes chansons mais avec des artistes supplémentaires, il devait comprendre aussi des morceaux rechantés et de nouveaux titres inédits. L'album a été annulé. Les titres confirmés étaient: 
- H.A.T.E.U. avec Gucci Mane et Big Boi
- Betcha Gon' Know avec R.Kelly
- Obsessed avec Gucci Mane
- Candy Bling avec T-Pain
- Inseparable avec Trey Songz
- Up Out My Face avec Nicki Minaj
- Angels Cry avec Ne-Yo
- The Impossible avec K-Ci & JoJo du groupe Jodeci
- It's A Wrap avec Mary J Blige
- Ribbon avec The-Dream & Ludacris

Il se peut que certains soient utilisés pour un prochain album.
Le second album de remix comprendra des remixes dance créés par Jump Smokers et sera intitulé Mariah Carey vs. Jump Smokers Remix, le groupe avait déjà remixé Obsessed et H.A.T.E.U..
- Angels Cry avec Ne-Yo et Pitbull
- Betcha Gon' Know
- Candy Blng
- H.A.T.E.U.
- Inseparable
- Languishing
- More Than Just Friends
- Obsessed
- Ribbon
- Standing O
- The Impossible
- Up Out My Face (Remix feat. Nicki Minaj
- Angels Cry

## Singles
- 16 juin 2009 : Obsessed
- 28 août 2009 : I Want to Know What Love Is
- 2 novembre 2009 : H.A.T.E.U.
- 16 janvier 2010 : Up Out My Face (Remix feat. Nicki Minaj)
- 23 février 2010 : Angels Cry (Remix feat. Ne-Yo)

## Promotion

### États-Unis
- 5 août 2009 : Obsessed à America's Got Talent
- 11 et 12 septembre : 2 concerts à Las Vegas, Mariah Carey y interprète des nouvelles chansons de son albums : Obsessed, I Want to Know What Love Is, Angels Cry et Up Out My Face.
- 18 septembre 2009 : I Want to Know What Love Is au Oprah Winfrey Show
- 2 octobre 2009 : Obsessed, I Want to Know What Love Is, H.A.T.E.U. et Make It Happen au Today Show
- 2 octobre 2009 : I Want to Know What Love Is à The View
- 5 octobre 2009 : Un mini concert privé est organisé à New York, la chanteuse interprète cinq titres : Obsessed, I Want to Know What Love Is, We Belong Together, Always Be My Baby et H.A.T.E.U.. Elle y annonce que ce dernier sera son prochain single
- 10 et 11 octobre 2009 : 2 concerts à Las Vegas, Mariah Carey interprète en plus H.A.T.E.U.
- 13 novembre 2009 : H.A.T.E.U. au David Letterman Show
- 16 décembre 2009 : Obsessed et It's A Wrap au Lopez Tonight Show

### Asie
- 14 octobre : I Want to Know What Love Is à MTV On The Stage en Corée.
- 13 octobre : I Want to Know What Love Is et H.A.T.E.U. à Sketchbook en Corée.
- 15 octobre : I Want to Know What Love Is à Music Station au Japon.

### Amérique du Sud
- 25 octobre : Obsessed, Touch My Body et Fantasy au Oi Fashion Rocks au Brésil.

### Europe
Pour sa tournée promotionnelle en Europe du 10 au 19 novembre, Mariah visite l'Italie, la France et le Royaume-Uni.
- 11 novembre 2009 : I Want to Know What Love Is au X Factor en Italie
- 19 novembre 2009 : I Want to Know What Love Is au Alan Carr : Chatty Man au Royaume-Uni
- 22 novembre 2009 : I Want to Know What Love Is au X Factor au Royaume-Uni
- 24 novembre 2009 : I Want to Know What Love Is sur GMTV au Royaume-Uni

## Angels Advocate Tour
Après le succès de la tournée mondiale The Adventures Of Mimi en 2006, une tournée est lancée pour promouvoir Memoirs of an Imperfect Angel, le Angels Advocate Tour est une tournée en Amérique du Nord qui débuta le 31 décembre 2009 avec un concert au Madison Square Garden et s'acheva le 27 février 2010 à Las Vegas, pour un total de 23 dates.

## Liste des titres
| #   | Titre                             | Producteur(s)                             | Auteur(s)                                                    | Durée |
| --- | --------------------------------- | ----------------------------------------- | ------------------------------------------------------------ | ----- |
| 1.  | "Betcha Gon' Know (The Prologue)" | Carey, The-Dream, Tricky Stewart, Big Jim | Mariah Carey, Terius Nash, Christopher Stewart, James Wright | 4:00  |
| 2.  | "Obsessed"                        | Carey, The-Dream, Tricky Stewart          | Carey, Stewart, Nash                                         | 4:01  |
| 3.  | "H.A.T.E.U."                      | Carey, The-Dream, Tricky Stewart          | Carey, Nash, Stewart                                         | 4:27  |
| 4.  | "Candy Bling"                     | Carey, The-Dream, Los Da Mystro           | Carey, Nash, Carlos McKinney                                 | 4:02  |
| 5.  | "Ribbon"                          | Carey, The-Dream, Tricky Stewart          | Carey, Nash, Stewart                                         | 4:20  |
| 6.  | "Inseparable"                     | Carey, The-Dream, Tricky Stewart          | Carey, Nash, Stewart                                         | 3:33  |
| 7.  | "Standing O"                      | Carey, The-Dream, Tricky Stewart          | Carey, Nash, Stewart                                         | 3:59  |
| 8.  | "It's A Wrap"                     | Carey, Heatmyzer, Big Jim                 | Carey                                                        | 4:00  |
| 9.  | "Up Out My Face"                  | Carey, The-Dream, Tricky Stewart          | Carey, Nash, Stewart                                         | 3:40  |
| 10. | "Up Out My Face (The Reprise)"    | Carey, The-Dream, Tricky Stewart          | Carey, Nash, Stewart                                         | 0:51  |
| 11. | "More Than Just Friends"          | Carey, The-Dream, Tricky Stewart          | Carey, Nash, Stewart                                         | 3:37  |
| 12. | "The Impossible"                  | Carey, The-Dream, Tricky Stewart          | Carey, Nash, Stewart                                         | 3:26  |
| 13. | "The Impossible (The Reprise)"    | Carey, The-Dream, Tricky Stewart          | Carey, Nash, Stewart                                         | 2:26  |
| 14. | "Angel (The Prelude)"             | Carey, Tricky Stewart, Big Jim            | Carey, Stewart, Wright                                       | 1:04  |
| 15. | "Angels Cry"                      | Carey, Tricky Stewart, Big Jim            | Carey, Stewart, Crystal Johnson, Wright                      | 4:01  |
| 16. | "Languishing (The Interlude)"     | Carey, Big Jim                            | Carey, Wright                                                | 2:34  |
| 17. | "I Want to Know What Love Is"     | Big Jim                                   | Mick Jones                                                   | 3:27  |

## Classements
| Chart (2009)       | Meilleure Place |
| ------------------ | --------------- |
| Australie          | 6               |
| Autriche           | 39              |
| Belgique           | 44              |
| Brésil             | 1               |
| Belgique (Fr)      | 24              |
| Canada             | 5               |
| République tchèque | 27              |
| Danemark           | 5               |
| France             | 10              |

| Charts (2009)    | Meilleure Place |
| ---------------- | --------------- |
| Allemagne        | 27              |
| Hongrie          | 32              |
| Italie           | 17              |
| Japon            | 9               |
| Mexique          | 49              |
| Nouvelle-Zélande | 25              |
| Espagne          | 23              |
| Royaume-Uni      | 23              |
| États-Unis       | 3               |

## ventes et certifications
,
| Pays             | Certification | Ventes     |
| ---------------- | ------------- | ---------- |
| Allemagne        | n/a           | 10 000     |
| Australie        | n/a           | 20 000     |
| Autriche         | n/a           | 1 000      |
| Brésil           | Platine       | 65 000     |
| Espagne          | n/a           | 3 000      |
| France           | n/a           | 30 000     |
| Italie           | n/a           | 15 000     |
| Japon            | Or            | 100 000    |
| Nouvelle-Zélande | n/a           | 2 000      |
| Suède            | n/a           | 2 000      |
| Suisse           | n/a           | 3 000      |
| Royaume-Uni      | Argent        | +85 000    |
| États-Unis       | Or            | 575 000    |
| Monde            | Platine       | 2 000 0000 |

## Sorties
| Pays        | Date              | Label             |
| ----------- | ----------------- | ----------------- |
| Australie   | 25 septembre 2009 | Island            |
| Allemagne   | 25 septembre 2009 | Universal         |
| Italie      | 25 septembre 2009 | Universal         |
| Pays-Bas    | 25 septembre 2009 | Universal         |
| Pologne     | 25 septembre 2009 | Universal         |
| Hong Kong   | 5 octobre 2009    | Island, Def Jam   |
| France      | 5 octobre 2009    | Universal         |
| Norvège     | 5 octobre 2009    | Universal         |
| Irlande     | 5 octobre 2009    | Mercury           |
| Royaume-Uni | 5 octobre 2009    | Mercury           |
| États-Unis  | 29 septembre 2009 | Island            |
| Canada      | 29 septembre 2009 | Island, Universal |
| Taïwan      | 29 septembre 2009 | Universal         |
| Danemark    | 30 septembre 2009 | Universal         |
| Finlande    | 30 septembre 2009 | Universal         |
| Suède       | 30 septembre 2009 | Universal         |
| Japon       | 30 septembre 2009 | Universal         |